# Lahomea
Lahomea (Laho Mea) ist ein osttimoresischer Suco im Verwaltungsamt Maliana (Gemeinde Bobonaro).

## Geographie

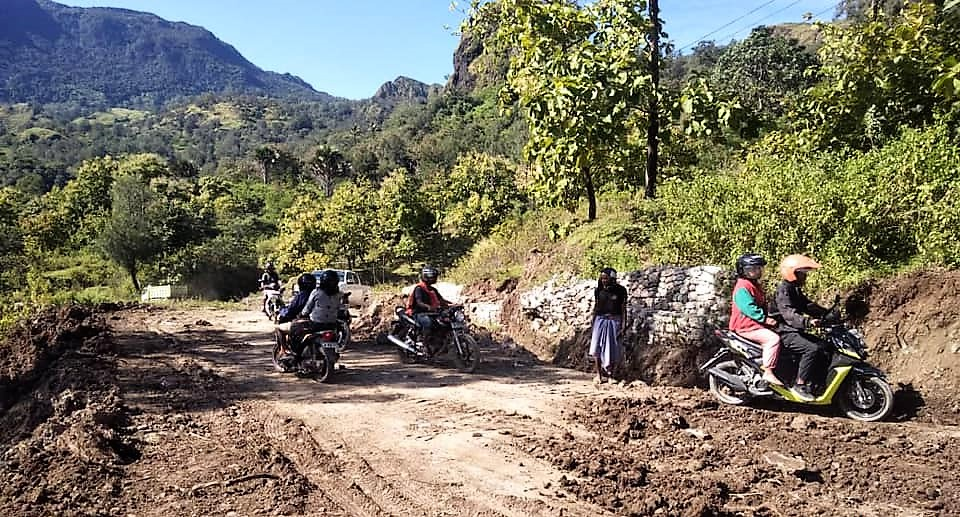
Unterwegs in Lahomea

Lahomea teilt sich in zwei voneinander getrennte Gebiete. Das kleinere Territorium befindet sich im Zentrum des Verwaltungsamtes Maliana. Es besteht aus der Aldeia Guenuha’an und umfasst den Nordwesten der Gemeindehauptstadt Maliana mit dem Stadtteil Guenuha’an. Im Norden grenzt es an den Suco Odomau, im Westen an den Suco Tapo/Memo und im Süden an den Suco Holsa. Die Westgrenze bildet Sosso, ein Zufluss des Nunura.
Etwa einen Kilometer weiter östlich liegt das zweite Territorium Lahomeas mit den Aldeias Aculaca, Galusapulu, Lahomea und Maliana. Hier befindet sich das Stadtzentrum und der Osten von Maliana sowie die Vororte Haubai, Lahomea, Lesubotang und Lesuboten. Weiter östlich liegen die Orte Raedolen und Galusapulu. Im Nordwesten und Nordosten grenzt das Territorium an den Suco Raifun, im Norden an den Suco Ritabou, im Osten an den Suco Odomau, im Süden an den Suco Tapo/Memo und im Westen an den Suco Holsa. Im Suco entspringen die Flüsse Biapelu und Gimetan, die in den Buloho münden, der die Nordgrenze Lahomeas bildet, ein weiterer Zufluss des Nunuras. Lahomea hat eine Gesamtfläche von 12,45 km².
Hier befindet sich die Kirche Santa Cruz, die bis zur Fertigstellung der Herz-Jesu-Kathedrale als Kathedrale des Bistums fungiert. Der Sitz des Sucos liegt an der Überlandstraße von Maliana nach Bobonaro in der Aldeia Aculaca.

## Einwohner

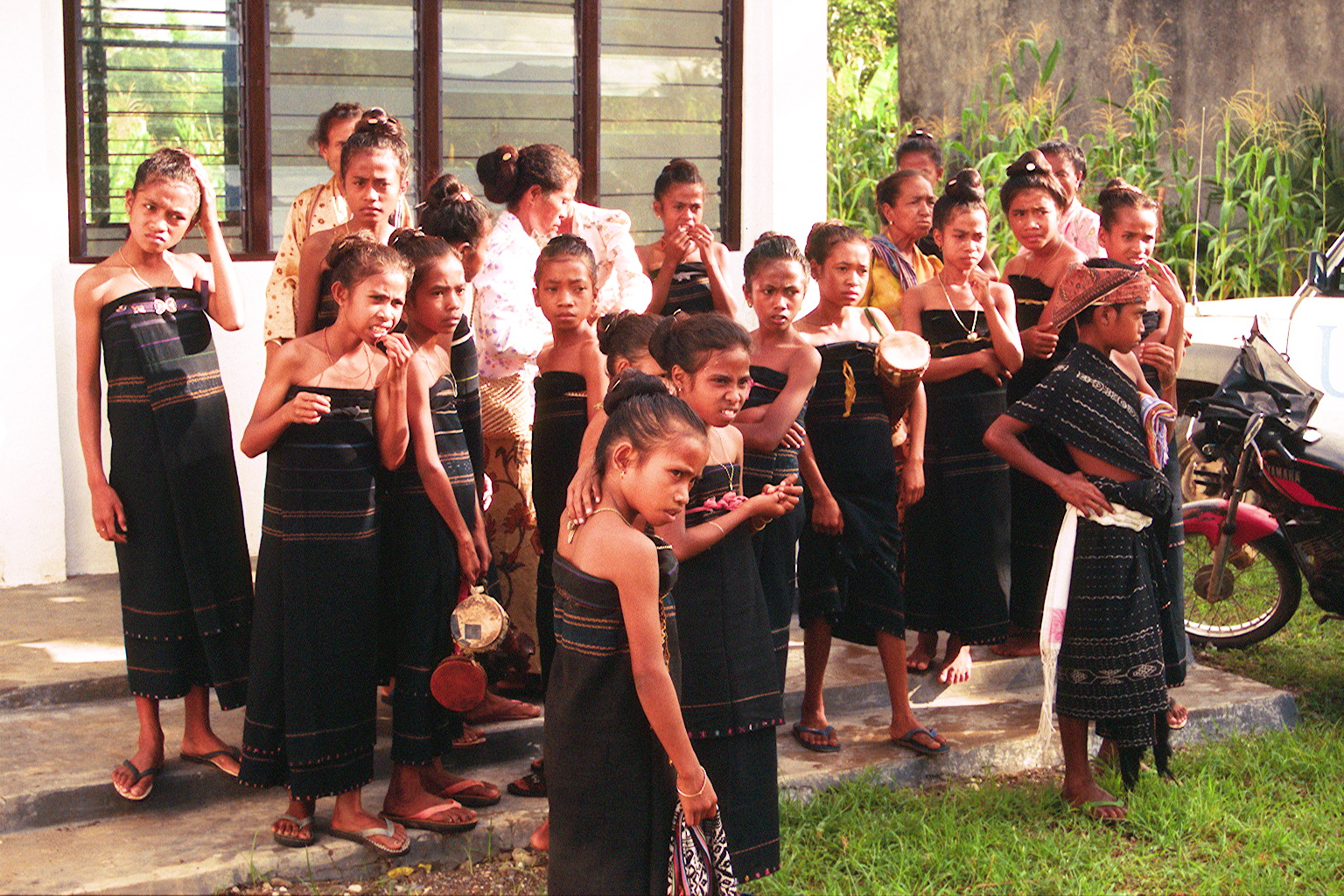
Kinder in traditioneller Tracht

Im Suco leben 5.098 Einwohner (2022), davon sind 2.474 Männer und 2.840 Frauen. 4.342 von ihnen wohnen in einer urbanen Umgebung, 756 im ländlichen Teil des Sucos. Im Suco gibt es 887 Haushalte. Über 90 % der Einwohner geben Tetum Prasa als ihre Muttersprache an. Über 5 % sprechen Kemak und kleine Minderheiten Bunak, Tetum Terik, Galoli, Habun, Mambai oder andere Sprachen.

## Geschichte
Am 29. Juni 1999 griffen Mitglieder der pro-indonesische Miliz Dadarus Merah Putih das Büro der UNAMET in Lahomea an. Mehrere Menschen wurden verletzt.
2001 kämpften Martial-Arts-Gruppen auf dem Markt von Maliana gegeneinander. Dabei gab es Tote.

## Politik

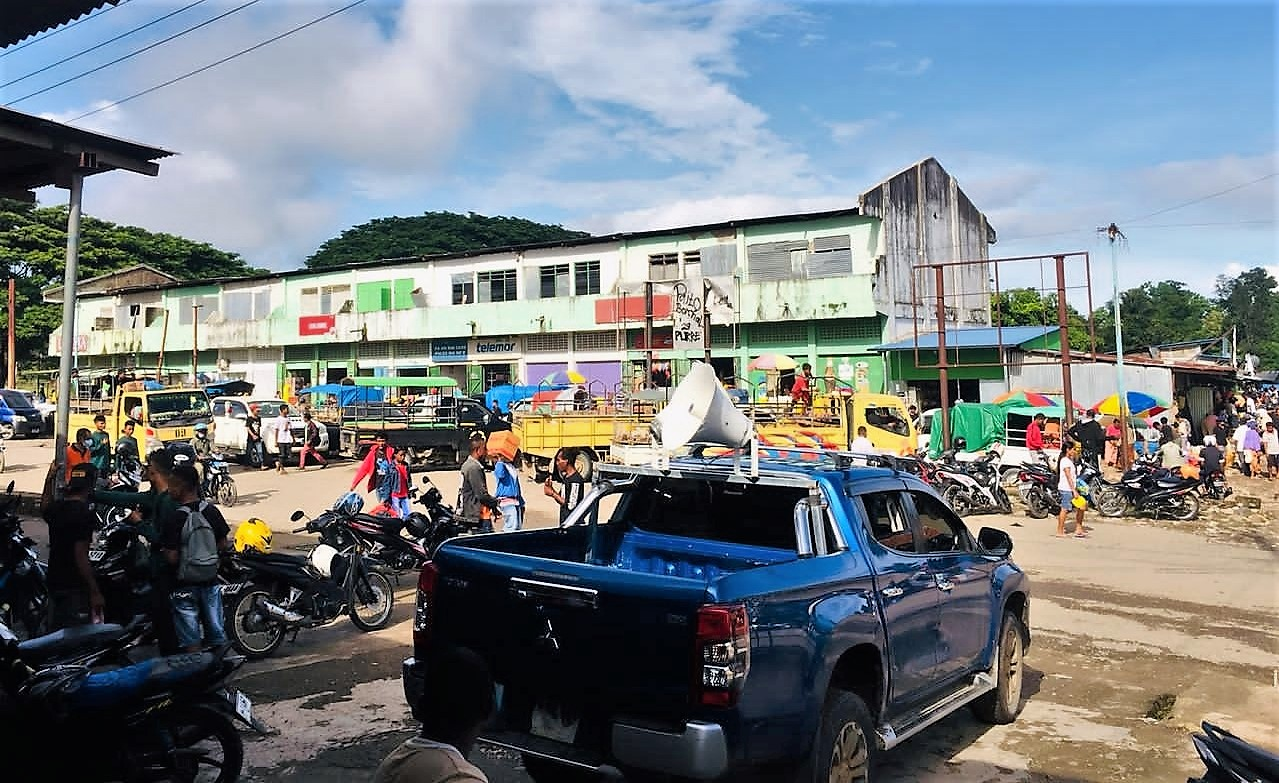
Markt der Stadt Maliana

Bei den Wahlen von 2004/2005  wurde Martinho Bili Mau zum Chefe de Suco gewählt. Bei den Wahlen 2009 gewann Lucio Americo und 2016 Cirilio Mau Leto Lopes. Er wurde 2023 wiedergewählt.